# Wilhelm Reuter (Philologe)
Ludwig Wilhelm Maximilian Reuter (* 23. September 1803 in Hildesheim; † 29. März 1881 in Aurich) war deutscher Gymnasiallehrer und -direktor in Aurich sowie der Großvater des Berliner Bürgermeisters Ernst Reuter.

## Herkunft
Die Familie Reuter stammt aus Hildesheim. Seine Eltern waren Carl Bernhard Reuter (* 13. Februar 1770; † 11. Dezember 1847) und dessen Ehefrau Wilhelmine Schulzen. Der Berliner Hofmaler Friedrich Wilhelm Reuter (1768–1834) war sein Onkel.

## Leben
Nach seiner schulischen Ausbildung immatrikulierte Reuter sich 1824 in Theologie, Philosophie und Philologie in Berlin. Dort hörte er unter anderem bei Schleiermacher, Neander und Hegel. 1828 wechselte er nach Göttingen, wo er mit Karl  Christian Friedrich Krause (1781–1832) bekannt wurde. Nach seinem Examen kam er 1831 zunächst als Hilfslehrer nach Aurich. 1833 erhielt er die Festanstellung als Lehrer, 1834 die Ernennung zum Oberlehrer und 1838 die zum  Konrektor. Letztlich wurde er 1845 nach dem Weggang von Moritz Rothert zum Rektor befördert. Für seine Verdienste erhielt er 1863 den Guelphen-Orden vierter Klasse.
Er wurde am 1. Mai 1871 zwangsweise pensioniert, was er als Demütigung empfand.
Mit einigen seiner Schüler blieb er ein Leben lang in Kontakt, darunter Johann Heinrich Leiner und Rudolf von Jhering.

## Familie
Wilhelm Reuter heiratete 1834 seine Cousine Luise Reuter, das Paar hatte mehrere Kinder, darunter Wilhelm (1838–1926). Dieser wurde Navigationslehrer in Leer und heiratete Caroline Hagemann (1851–1941), deren Söhne waren der Berliner Bürgermeister Ernst Reuter und der Schriftsteller Otto Sigfrid Reuter.

## Veröffentlichungen
- Zeugnisse aus dem deutschen Unterrichte in der obersten Klasse des Gymnasiums zu Aurich Ostern 1864. Aurich 1864
- Lessing’s Erziehung des Menschengeschlechts. Darlegung des Gehaltes und des Zweckes. Erörterung und Prüfung im Lichte der heil. Schrift und der Geschichte. Leipzig 1881 (Digitalisat).